# Heteroptila
Heteroptila là một chi bướm đêm thuộc họ Geometridae.